# Championnat de Chypre féminin de basket-ball
Le championnat de Chypre féminin de basket-ball, (grec moderne : Κυπριακό πρωτάθλημα καλαθοσφαίρισης γυναικών) est une compétition de basket-ball qui représente à Chypre le sommet de la hiérarchie du basket-ball féminin. Elle est organisée par la Fédération chypriote de basket-ball. 
Le championnat de Chypre de basket-ball existe depuis 1987.

## Palmarès
- 1988 : EN Áyios Dométios (el)
- 1989 : EN Áyios Dométios
- 1990 : Olympiáda Neápolis (el)
- 1991 : Olympiáda Neápolis
- 1992 : ETHA Éngomis (el)
- 1993 : AEL Limassol
- 1994 : Keravnós Strovólou (el)
- 1995 : Keravnós Strovólou
- 1996 : Keravnós Strovólou
- 1997 : AEL Limassol
- 1998 : AEL Limassol
- 1999 : Keravnós Strovólou (el)
- 2000 : Keravnós Strovólou
- 2001 : Keravnós Strovólou (el)
- 2002 : Keravnós Strovólou
- 2003 : AEL Limassol
- 2004 : Keravnós Strovólou (el)
- 2005 : Keravnós Strovólou
- 2006 : AEL Limassol
- 2007 : AEL Limassol
- 2008 : AEL Limassol
- 2009 : AEL Limassol
- 2010 : AEL Limassol
- 2011 : AEL Limassol
- 2012 : AEL Limassol
- 2013 : AEL Limassol
- 2014 : AEL Limassol
- 2015 : AEL Limassol
- 2016 : AEL Limassol
- 2017 : Keravnós Strovólou (el)
- 2018 : Keravnós Strovólou
- 2019 : Keravnós Strovólou
- 2020 : non attribué
- 2021 : Anórthosis Famagouste (el)
- 2022 : Anayénnisi Yermasóyias (el)
- 2023 : AEL Limassol
- 2024 : AEL Limassol
- 2025 : AEL Limassol

## Bilan par club
| Club                        | Titres | Saisons |
| --------------------------- | ------ | --- |
| AEL Limassol                | 18     | 1993, 1997, 1998, 2003, 2006, 2007, 2008, 2009, 2010, 2011, 2012, 2013, 2014, 2015, 2016, 2023, 2024, 2025 |
| Keravnós Strovólou (el)     | 12     | 1994, 1995, 1996, 1999, 2000, 2001, 2002, 2004, 2005, 2017, 2018, 2019                                     |
| EN Áyios Dométios (el)      | 2      | 1988, 1989                                                                                                 |
| Olympiáda Neápolis (el)     | 2      | 1990, 1991                                                                                                 |
| ETHA Éngomis (el)           | 1      | 1992 |
| Anórthosis Famagouste (el)  | 1      | 2021 |
| Anayénnisi Yermasóyias (el) | 1      | 2022 |